# Alida Valli
Alida Valli (właśc. freiherr Alida Maria Laura Altenburger von Marckenstein-Frauenberg; ur. 31 maja 1921 w Puli, zm. 22 kwietnia 2006 w Rzymie) – włoska aktorka filmowa, teatralna i telewizyjna. Zagrała w ponad 100 filmach, z których najważniejsze to Trzeci człowiek (1949) Carola Reeda i Zmysły (1954) Luchino Viscontiego.

## Życie i twórczość
Urodziła się w arystokratycznej rodzinie włosko-austriackiej w Puli, należącej wówczas do Włoch (obecnie w Chorwacji). W wieku 15 lat  wyjechała do Rzymu, gdzie mieszkała u swego wuja, senatora Ettore Tolomei. Uczęszczała na zajęcia z aktorstwa na uczelni Centro sperimentale di cinematografia.
W filmach Valli zaczęła występować w połowie lat 30., grając przeważnie role komediowe. Przełomem w jej karierze okazał się dramat historyczny Piccolo mondo antico (1941) Mario Soldatiego, w którym aktorka mogła wreszcie ujawnić swój talent dramatyczny. Wystąpiła w wielu filmach zrealizowanych w czasie II wojny światowej. Jeszcze przed ukończeniem dwudziestego roku życia, obwołano ją „najpiękniejszą kobietą na świecie”.
Pod kierunkiem hollywoodzkiego producenta Davida O. Selznicka próbowała robić karierę w filmach anglojęzycznych. Ze względu na problemy finansowe studia Selznicka, przedsięwzięcie to nie do końca się powiodło, choć producent początkowo wróżył jej karierę drugiej Ingrid Bergman. Udało się jej zagrać główną rolę w dramacie sądowym Akt oskarżenia (1947) Alfreda Hitchcocka. Największą sławę przyniosła jej rola w brytyjskim dreszczowcu Trzeci człowiek (1949) Carola Reeda.
Na początku lat 50. Valli powróciła do Europy i od tej pory grała głównie w produkcjach włoskich i francuskich. Do najważniejszych filmów z jej udziałem należą: Zmysły (1954) Luchino Viscontiego, Krzyk (1957) Michelangelo Antonioniego, Oczy bez twarzy (1959) Georges’a Franju, Tak długa nieobecność (1961) Henri Colpiego, Król Edyp (1967) Pier Paolo Pasoliniego, Strategia pająka (1970), Wiek XX (1976) Bernardo Bertolucciego i Suspiria (1977) Dario Argento. 
Ostatni film z jej udziałem, Semana santa w reż. Pepe Danquarta, miał premierę w 2002. Aktorka zmarła w swoim domu w Rzymie 22 kwietnia 2006.

## Nagrody
Zdobyła nagrodę Srebrnej Taśmy za główną rolę w filmie Eugenia Grandet (1947) Mario Soldatiego. Laureatka dwóch nagród włoskiego przemysłu filmowego David di Donatello: dla najlepszej aktorki drugoplanowej za film Upadek zbuntowanych aniołów (1981) Marco Tullio Giordany oraz nagrody honorowej za całokształt twórczości w 1991. Valli otrzymała również Honorowego Złotego Lwa za całokształt twórczości na 54. MFF w Wenecji w 1997.

## Wybrana filmografia
- 1947: Akt oskarżenia
- 1949: Trzeci człowiek
- 1954: Zmysły